# Paradou
Pour le quartier Paradou en Algérie, et son club de football, voir Hydra (Alger) et Paradou Athletic Club.
Le Paradou redirige ici.
Paradou, parfois nommée localement Le Paradou, est une commune française, située dans le département des Bouches-du-Rhône en région Provence-Alpes-Côte d'Azur.
Située au pied des Baux-de-Provence, à 14 kilomètres à l'est d'Arles et à 2 kilomètres de Maussane-les-Alpilles, la commune s'adosse à la chaîne des Alpilles. Elle tient son nom de l'appellation locale des moulins à eau qu'exploitaient des tisserands au fil de la rivière Arcoule.
La commune fut créée en 1796 par détachement de la commune des Baux-de-Provence. Elle s'appelait autrefois Saint-Martin-de-Castillon.

## Géographie
Les communes limitrophes sont Arles, Les Baux-de-Provence, Fontvieille, Maussane-les-Alpilles et Saint-Martin-de-Crau.

### Accès et transports
La route départementale 17 permet de traverser la commune et le bourg sur un axe est-ouest. La route départementale 78b fait de même sur un axe nord-sud avant d'aller rejoindre au niveau du pont Saint-Jean la route départementale 27 sur la commune voisine. À noter aussi la présence des routes départementales 78c et 78e.
Aucune autoroute sur la commune. Celle-ci est cependant desservie par :
- l'autoroute A7 ( 25) et la route départementale RD 99 ;
- l'autoroute A54 ( 12) et la route départementale RD 27.

La gare de Saint-Martin-de-Crau et la gare d'Arles sont à moins d'une vingtaine de kilomètres à l'ouest de la commune et la gare d'Avignon TGV à environ une trentaine de kilomètres au nord.
L'aéroport international le plus proche est l'aéroport de Marseille Provence, au sud.

### Relief et géologie
La commune est située au sud du massif des Alpilles. C'est donc en son nord que se trouvent les principaux reliefs (Défens de Sousteyran, le grand Méjan, etc.). En son centre, les Rochers de la Pène et leur orientation est-ouest, forment une sorte de frontière entre le nord et sa variation importante du relief, et le sud de la commune qui est une plaine avec un semi-marécage en sa limite sud.

### Hydrographie
De par son relief, le massif des Alpilles est parcouru de nombreux ruisseaux que l'on nomme des « gaudres ». Un gaudre (du provençal gaudre : « petit ruisseau ») désigne un cours d'eau souvent à sec en été et à faible débit le reste de l'année. On peut noter sur la commune le gaudre du Trible, dont la source se situe au nord du village des Baux-de-Provence et qui rejoint la commune au sud-est au niveau du pont saint-Jean.
On trouve plusieurs canaux sur la commune, principalement au sud : le canal de la vallée des Baux, le canal de Saint-Jean, le canal des Pompes, le canal de Faubraguette et le canal du Centre.
Enfin, plusieurs fossés et roubines : fossé de l'Estagnol, roubine de Grava, fossé de Castillan, roubine de Tronflette…

### Climat
Pour des articles plus généraux, voir Climat de Provence-Alpes-Côte d'Azur et Climat des Bouches-du-Rhône.
En 2010, le climat de la commune est de type climat méditerranéen franc, selon une étude du Centre national de la recherche scientifique s'appuyant sur une série de données couvrant la période 1971-2000. En 2020, Météo-France publie une typologie des climats de la France métropolitaine dans laquelle la commune est exposée à un climat méditerranéen et est dans la région climatique Provence, Languedoc-Roussillon, caractérisée par une pluviométrie faible en été, un très bon ensoleillement (2 600 h/an), un été chaud (21,5 °C), un air très sec en été, sec en toutes saisons, des vents forts (fréquence de 40 à 50 % de vents > 5 m/s) et peu de brouillards.
Pour la période 1971-2000, la température annuelle moyenne est de 14 °C, avec une amplitude thermique annuelle de 17,6 °C. Le cumul annuel moyen de précipitations est de 641 mm, avec 5,3 jours de précipitations en janvier et 2,2 jours en juillet. Pour la période 1991-2020, la température moyenne annuelle observée sur la station météorologique de Météo-France la plus proche, « Arles », sur la commune d'Arles à 14 km à vol d'oiseau, est de 15,2 °C et le cumul annuel moyen de précipitations est de 569,6 mm. 
La température maximale relevée sur cette station est de 42,8 °C, atteinte le 28 juin 2019 ; la température minimale est de −12 °C, atteinte le 5 février 1963,,.
Les paramètres climatiques de la commune ont été estimés pour le milieu du siècle (2041-2070) selon différents scénarios d'émission de gaz à effet de serre à partir des nouvelles projections climatiques de référence DRIAS-2020. Ils sont consultables sur un site dédié publié par Météo-France en novembre 2022.

#### Le mistral
Le mistral y souffle violemment du nord ou du nord-ouest, particulièrement en hiver et au printemps. Le mistral souffle fortement 100 jours par an en moyenne et faiblement 83 jours, ce qui ne laisse que 182 jours sans vent par an.
On distingue deux types de mistral : le « mistral blanc », qui dégage le ciel en totalité et accentue la luminosité, et le « mistral noir », plus rare, qui est accompagné de pluie.

#### Données météorologiques
Le tableau ci-dessous indique les températures et les précipitations pour la période 1971-2000 :
| Mois                                                | J    | F    | M    | A    | M    | J    | J    | A    | S    | O    | N    | D    | année |
| --------------------------------------------------- | ---- | ---- | ---- | ---- | ---- | ---- | ---- | ---- | ---- | ---- | ---- | ---- | ----- |
| Températures maximales (°C)                         | 10,9 | 12,3 | 15,3 | 17,5 | 22,0 | 25,8 | 29,4 | 29,0 | 25,0 | 19,9 | 14,2 | 11,6 | 19,4  |
| Températures moyennes (°C)                          | 6,1  | 7,2  | 9,7  | 12,0 | 16,1 | 19,8 | 22,9 | 22,7 | 19,2 | 14,7 | 9,6  | 7,0  | 13,9  |
| Températures minimales (°C)                         | 1,2  | 2,0  | 4,0  | 6,4  | 10,1 | 13,7 | 16,4 | 16,3 | 13,3 | 9,5  | 4,9  | 2,4  | 8,4   |
| Précipitations (hauteur en mm)                      | 59   | 47   | 44   | 63   | 52   | 31   | 16   | 37   | 64   | 98   | 58   | 54   | 623,4 |
| Source: Météo France / Station de Salon-de-Provence |      |      |      |      |      |      |      |      |      |      |      |      |       |

## Urbanisme

### Typologie
Au 1er janvier 2024, Paradou est catégorisée bourg rural, selon la nouvelle grille communale de densité à 7 niveaux définie par l'Insee en 2022.
Elle appartient à l'unité urbaine de Maussane-les-Alpilles, une agglomération intra-départementale dont elle est une commune de la banlieue,. Par ailleurs la commune fait partie de l'aire d'attraction d'Arles, dont elle est une commune de la couronne,. Cette aire, qui regroupe 4 communes, est catégorisée dans les aires de 50 000 à moins de 200 000 habitants,.

### Occupation des sols
L'occupation des sols de la commune, telle qu'elle ressort de la base de données européenne d’occupation biophysique des sols Corine Land Cover (CLC), est marquée par l'importance des territoires agricoles (62,6 % en 2018), en diminution par rapport à 1990 (65,7 %). La répartition détaillée en 2018 est la suivante : 
zones agricoles hétérogènes (30,4 %), terres arables (28,9 %), milieux à végétation arbustive et/ou herbacée (17,6 %), zones urbanisées (8,4 %), zones humides intérieures (4,8 %), espaces ouverts, sans ou avec peu de végétation (3,9 %), cultures permanentes (3,3 %), forêts (2,6 %). L'évolution de l’occupation des sols de la commune et de ses infrastructures peut être observée sur les différentes représentations cartographiques du territoire : la carte de Cassini (XVIIIe siècle), la carte d'état-major (1820-1866) et les cartes ou photos aériennes de l'IGN pour la période actuelle (1950 à aujourd'hui).

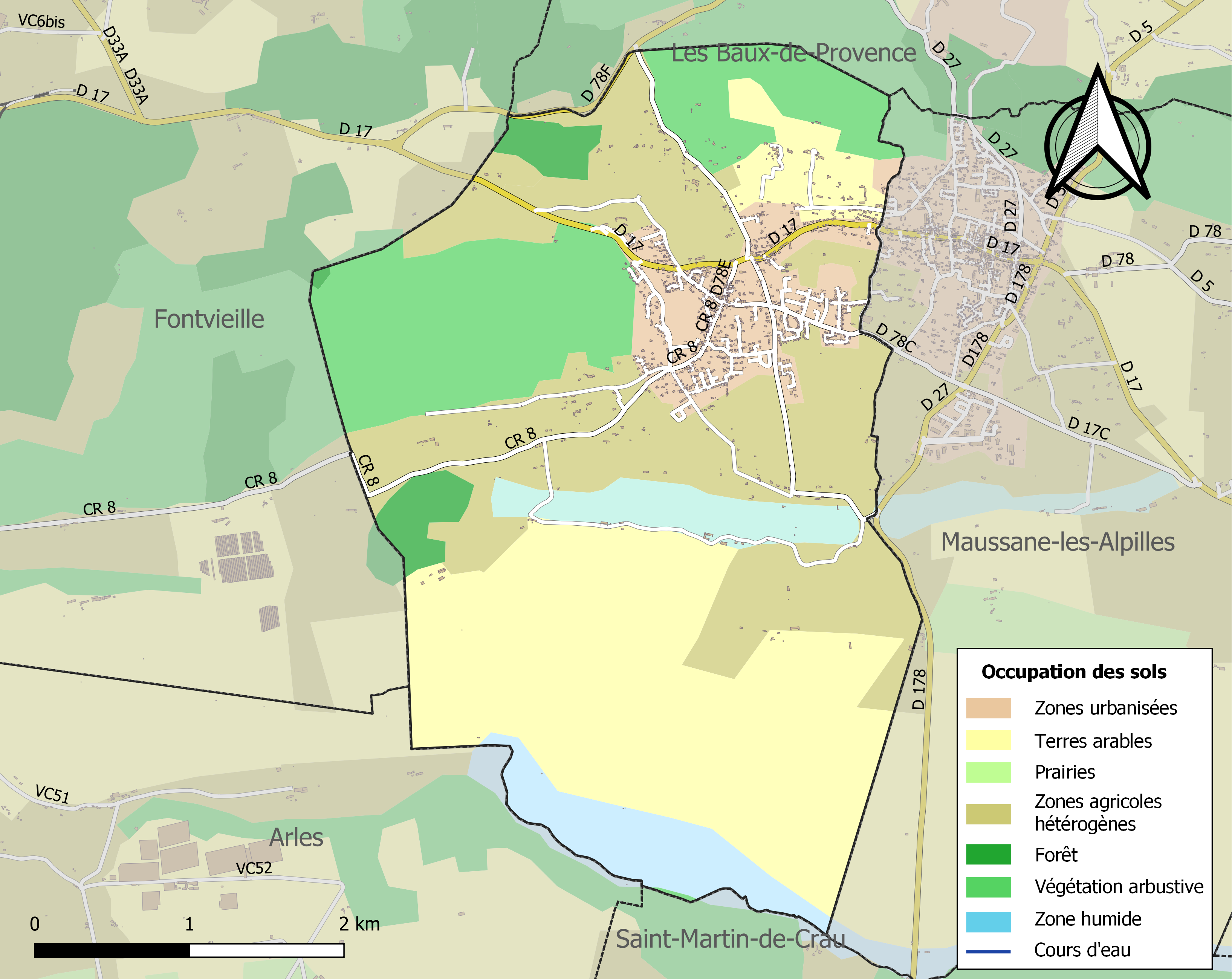
Carte des infrastructures et de l'occupation des sols de la commune en 2018 (CLC).

## Toponymie
Le village s'est d'abord appelé Saint-Martin-de-Castillon, cité comme S. Martinus en 981 puis évoluant en S. Maria de Castillonne en 1213. La forme la plus ancienne est Paladol, attestée vers 1177, ce toponyme provient du provençal parador (« paradou » en norme mistralienne) qui désignait un moulin à foulon pour l'industrie drapière.

## Histoire

### Préhistoire
Des découvertes récentes ont montré que le territoire de Paradou est habité depuis la Préhistoire. L'archéologue Otello Badan a trouvé trace d'une occupation remontant au Néolithique dans une grotte du vallon du Défens de Sousteyran. Dans cette grotte ont été mis au jour les restes de deux individus, ainsi que divers ustensiles plus anciens, comme une pointe moustérienne du Paléolithique moyen et des restes de faune.
Lors de la seconde partie du premier âge du Fer (VIIe – VIe siècles av. J.-C.), la population, jusqu'alors essentiellement nomade, se sédentarise et se met à construire en dur. Le castrum se structure à la manière d'un village avec ses rues et ses maisons adossées. Le processus d'installation permanente est à mettre en parallèle avec l'intensification des échanges économiques avec les commerçants méditerranéens. En échange de produits de luxe, les habitants des Alpilles produisent des céréales et passent d'une état d'autarcie à une véritable économie d'échange.

### Antiquité

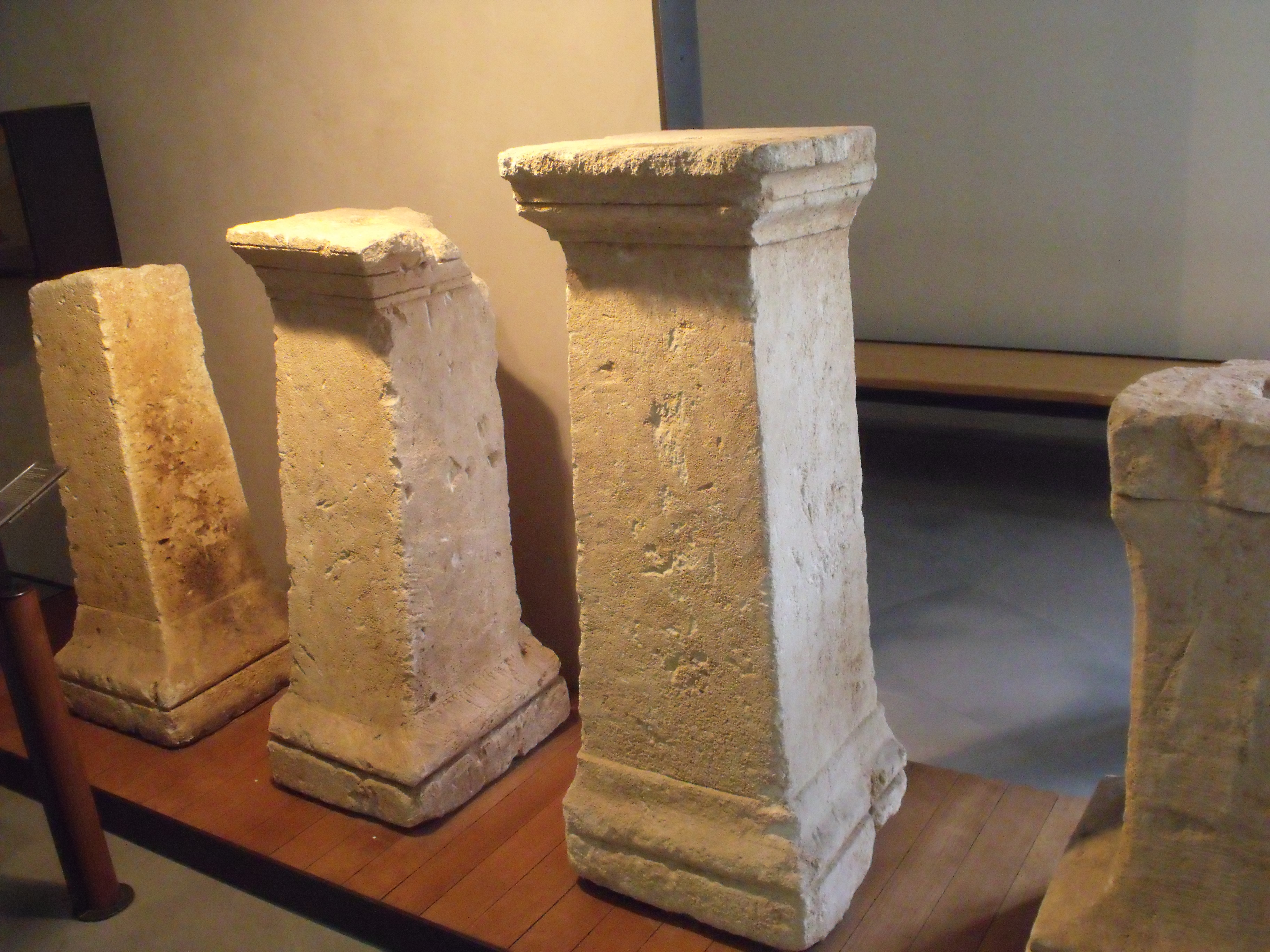
Stèles anépigraphes trouvées à l'Arcoule. Il pourrait s'agir de support à des objets votifs (musée de l'Arles antique).

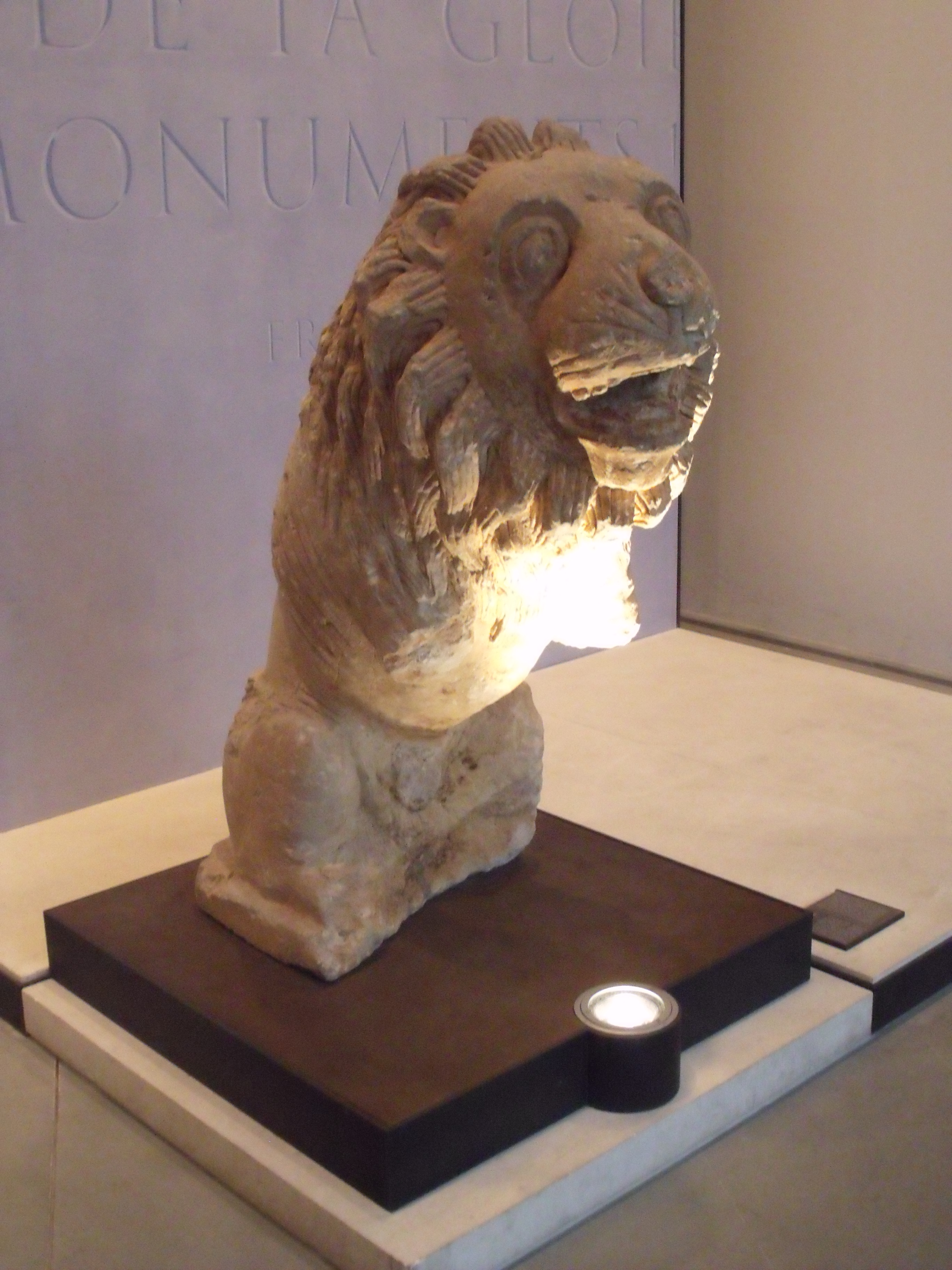
Lion de l'Arcoule (musée de l'Arles antique).

Dans les siècles qui précèdent l'arrivée des Romains, le territoire de Paradou, comme l'ensemble des Alpilles, est peuplé de Ligures, de Celtes et de Celto-Ligures. Paradou fait alors sans doute partie du territoire des Nearchi dont Ernaginum constitue la frontière nord, mais aussi, peut-être, des Anatilii, qui vivent jusqu'au nord de la Crau, dont les Alpilles constituent la frontière naturelle. Dès le IVe siècle av. J.-C., le rapide développement de la ville d'Arles attire les forces vives de toute la région et notamment des Alpilles. Mais la première moitié du IIe siècle av. J.-C. marque l'arrêt de l'expansion arlésienne et, peu à peu, les élites locales se disséminent de part et d'autre. C'est ainsi que l'on retrouve sur le territoire de Paradou une surface de 0,4 ha entourée d'un rempart de style hellénistique, appartenant sans doute à un aristocrate local.
Une statue tronquée du Ier siècle av. J.-C., sculptée dans du calcaire, a été découverte au XIXe siècle près de la Fontaine de l'Arcoule. Dénommée le « Lion de l'Arcoule », elle fait aujourd'hui partie des collections du musée de l'Arles antique. La commune est traversée par la voie Aurélienne qui rejoint Arles à Aix-en-Provence.

### Moyen Âge
Les marais n'étant pas asséchés, le village médiéval se situait sur les hauts des rochers de la Pène. Seules les tours du château de Saint-Martin-de-Castillon, datées du XIIIe siècle, restent les témoins de cette ancienne installation.

### Renaissance
L'église primitive du village, qui datait du Xe siècle, fut reconstruite partiellement en 1632, Le vieux cimetière étant désaffecté puisqu'une draille (chemin de transhumance) le traversait depuis 1565, il fut placé à côté de l'église sur la même plan que sa façade.

### Période moderne
Ce quartier de l'ancien Saint-Martin-de-Castillon fut érigé en commune le 23 septembre 1793 (1er vendémiaire, an V}. Le cadastrage de la nouvelle commune fut achevé en 1830.
À cette époque, elle produisait des céréales, du vin, de la garance, des chardons à bonnetiers, des légumes, du foin et des fruits. Des plantations de mûriers permettaient d'alimenter les vers à soie, la production de cocons était telle qu'elle était directement traitées par les filatures installées à Saint-Rémy-de-Provence.

### Période contemporaine
Charloun Rieu s'éteint à Paradou, son village natal, le 11 janvier 1924. Quant à Pierre Alechinsky, il y installe son atelier après la Seconde Guerre mondiale et y vit à demeure depuis 1988,.

## Politique et administration

### Intercommunalité
Paradou est l'une des dix communes de la communauté de communes Vallée des Baux-Alpilles.

## Équipements et services

### Eau et déchets
Le traitement des déchets des ménages et déchets assimilés est assuré dans le cadre des missions de la communauté de communes Vallée des Baux-Alpilles.

### Enseignement
La commune dispose d'une école maternelle et d'une école élémentaire.

### Santé
La commune dispose d'un cabinet médical, mais pas de pharmacie. La pharmacie la plus proche se trouve sur la commune voisine de Maussane-les-Alpilles, à environ 1,5 kilomètre.
Les hôpitaux les plus proches sont sur Saint-Rémy ou Arles, à une dizaine de kilomètres environ.

## Population et société

### Démographie
Ses habitants se nomment les Paradounais.
L'évolution du nombre d'habitants est connue à travers les recensements de la population effectués dans la commune depuis 1800. Pour les communes de moins de 10 000 habitants, une enquête de recensement portant sur toute la population est réalisée tous les cinq ans, les populations de référence des années intermédiaires étant quant à elles estimées par interpolation ou extrapolation. Pour la commune, le premier recensement exhaustif entrant dans le cadre du nouveau dispositif a été réalisé en 2008.

En 2022, la commune comptait 2 181 habitants, en évolution de +10,21 % par rapport à 2016 (Bouches-du-Rhône : +2,48 %, France hors Mayotte : +2,11 %).
| 1800 | 1806 | 1821 | 1831 | 1836 | 1841 | 1846 | 1851 | 1856 |
| ---- | ---- | ---- | ---- | ---- | ---- | ---- | ---- | ---- |
| 488  | 456  | 627  | 617  | 631  | 650  | 672  | 669  | 710  |

| 1861 | 1866 | 1872 | 1876 | 1881 | 1886 | 1891 | 1896 | 1901 |
| ---- | ---- | ---- | ---- | ---- | ---- | ---- | ---- | ---- |
| 782  | 801  | 713  | 720  | 678  | 662  | 583  | 616  | 605  |

| 1906 | 1911 | 1921 | 1926 | 1931 | 1936 | 1946 | 1954 | 1962 |
| ---- | ---- | ---- | ---- | ---- | ---- | ---- | ---- | ---- |
| 580  | 622  | 576  | 510  | 547  | 520  | 511  | 516  | 532  |

| 1968 | 1975 | 1982 | 1990 | 1999  | 2006  | 2008  | 2013  | 2018  |
| ---- | ---- | ---- | ---- | ----- | ----- | ----- | ----- | ----- |
| 526  | 640  | 809  | 926  | 1 162 | 1 263 | 1 290 | 1 750 | 2 066 |

| 2022  | - | - | - | - | - | - | - | - |
| ----- | - | - | - | - | - | - | - | - |
| 2 181 | - | - | - | - | - | - | - | - |

### Manifestations culturelles et festivités
Paradou fait partie des seize communes du parc naturel régional des Alpilles qui accueille depuis 2010 « Harmonies d'Arménie », l'un des événements du Festival des Alpilles. L'objectif d'« Harmonies d'Arménie » est de faire connaître la culture millénaire de l'Arménie à travers deux de ses fiertés : la musique et la danse.
La première édition, à laquelle participait d'ailleurs Charles Aznavour, a réuni sur scène les soixante-douze danseurs et danseuses de la troupe arménienne Goris Sassoun et Levon Minassian, virtuose du doudouk arménien. Cette soirée consacrée à la musique et la danse de l'Arménie faisait suite à une conférence du professeur Edmond Khayadjian qui a présenté les liens littéraires, qui relient les Alpilles et l'Arménie, à travers les correspondances entre Alphonse Daudet, Frédéric Mistral et le poète arménien Archag Tchobanian.
Voulant développer ce premier succès d"Harmonies d'Arménie", la municipalité du Paradou a entrepris un jumelage avec la commune arménienne de Sissian.

### Sports
On trouve sur la commune deux centres équestres, un parcours sportif et plusieurs chemins permettant la pratique de la randonnée. Plusieurs Golfs sur les environs, etc.

### Cultes

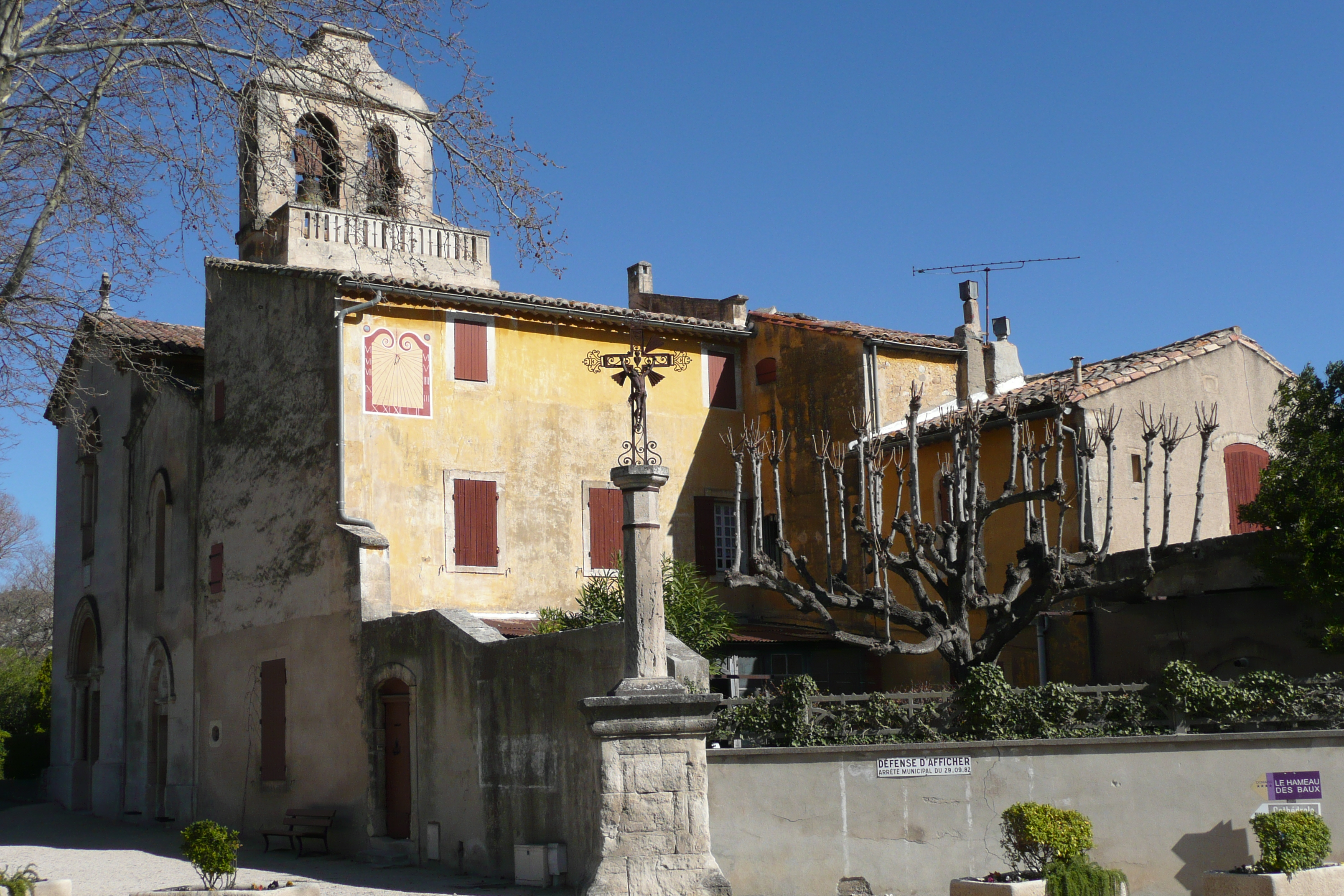
Église paroissiale.

Culte catholique à l'église paroissiale.

## Économie

### Revenus de la population et fiscalité
En 2008, le revenu fiscal médian par ménage était de 20 987 €, ce qui plaçait Paradou au 4 160e rang  parmi les 31 604 communes de plus de 50 ménages en métropole.

### Agriculture
Les deux formes les plus évidentes de cultures sur la commune sont celles de la vigne et celle de l'olivier, cette dernière étant principalement située sur la moitié nord de la commune, limitée au sud par les Rochers de la Pène. Néanmoins, elles sont loin d'être les seules et l'on trouve aussi de nombreux champs (céréales, fourrages, etc.), principalement au sud du bourg et de la commune.

#### Viticulture
La commune a son terroir classé en AOC et produit des vins Coteaux-des-baux-en-provence. Cette AOC a été reconnue par un décret du 20 avril 1995 pour les vins rouges et rosés. D'abord classé VDQS par un arrêté du 23 janvier 1956 dans le cadre des Coteaux-d'aix-en-provence, un second décret daté du 24 décembre 1985 permit l’utilisation de la dénomination générique « Les Baux de Provence » reconnaissant l’identité spécifique de ce vignoble de la région des Baux concernant sept communes du massif des Alpilles. Sa production est de 15 500 hectolitres par an dont 75 % en rouge et 25 % en rosé.
Le vin de pays des Alpilles est un vin de pays de zone, au nord des Bouches-du-Rhône qui a vocation à labelliser, après dégustation, les vins ne pouvant postuler à l'appellation d'origine coteaux-des-baux-de-provence. Jusqu'en 2000, il portait le nom de vin de pays de la Petite Crau. La production est d'environ 6 000 hectolitres par an. Son vignoble, installé sur un plateau caillouteux, est limité, au Nord, par la Durance et au Sud, par les Alpilles.

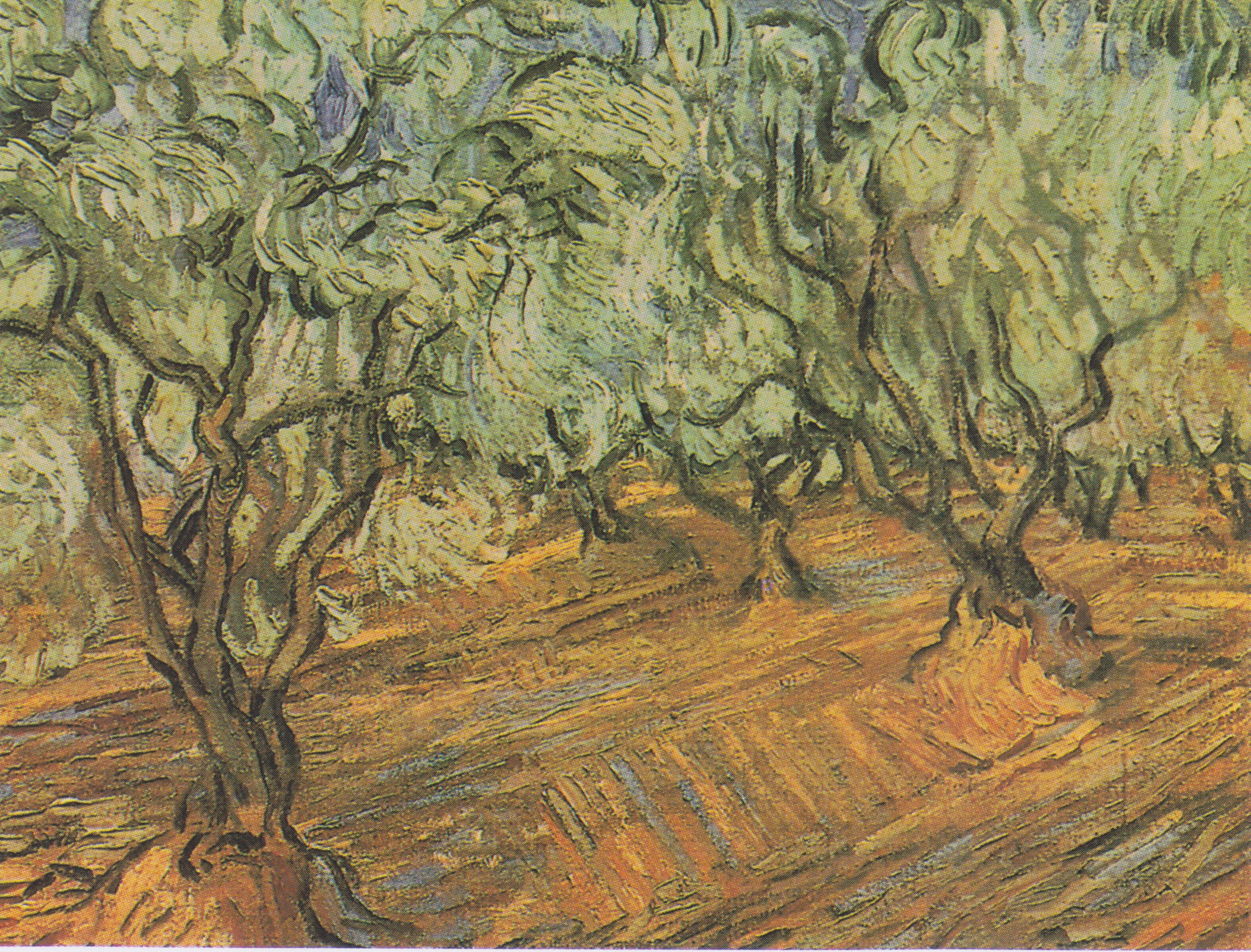
Oliviers sous ciel bleu
Vincent van Gogh, juin 1889.

#### Oléiculture
La commune produit de l'huile d'olive de la vallée des Baux-de-Provence, protégée par une appellation d'origine contrôlée (AOC) depuis un décret pris par l'INAO le 27 août 1997. Les variétés d'olives qui entrent dans son élaboration sont la salonenque, la beruguette, la grossane et la verdale des Bouches-du-Rhône. Elle produit aussi des olives cassées et des olives noires qui relèvent du même décret de l'INAO. Les variétés d'olives cassées proposées à la commercialisation sont la salonenque et la beruguette. Pour les olives noires, la seule variété acceptée est la grossane,.

### Tourisme
Hormis l'agriculture, l'économie la plus facilement identifiable autour du massif des Alpilles est liée au tourisme. Même les producteurs viticoles et oléicoles semblent tenir compte du développement du tourisme et de plus en plus de domaines proposent de la dégustation, voir dans certains cas de véritables cours d'initiation à l'œnologie.
On peut considérer trois principales sortes de tourisme dans les Alpilles. Tout d'abord, le tourisme historique et culturel qui s'appuie sur un patrimoine riche (les Baux-de-Provence, Glanum, etc.) ou sur des festivals. Ensuite, le tourisme détente qui se traduit par un important développement des chambres d'hôtes, de l'hôtellerie et de la location saisonnière, par une concentration importante de piscines et par des animations comme des marchés provençaux. Enfin, le tourisme vert qui profite des nombreux chemins de randonnées et du cadre protégé qu'offrent le massif et ses environs.

## Culture locale et patrimoine

### Lieux et monuments

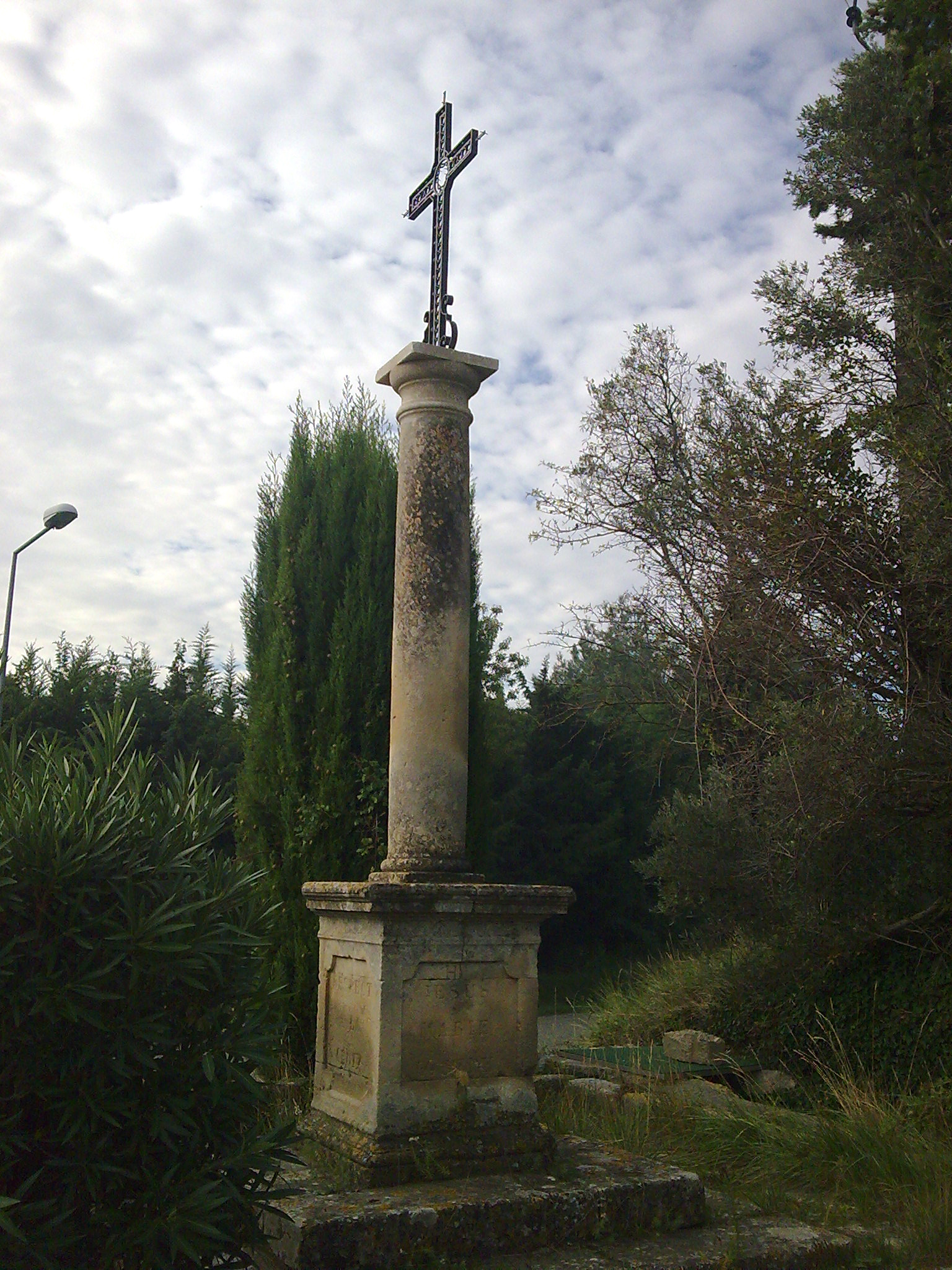
Oratoire à Paradou.

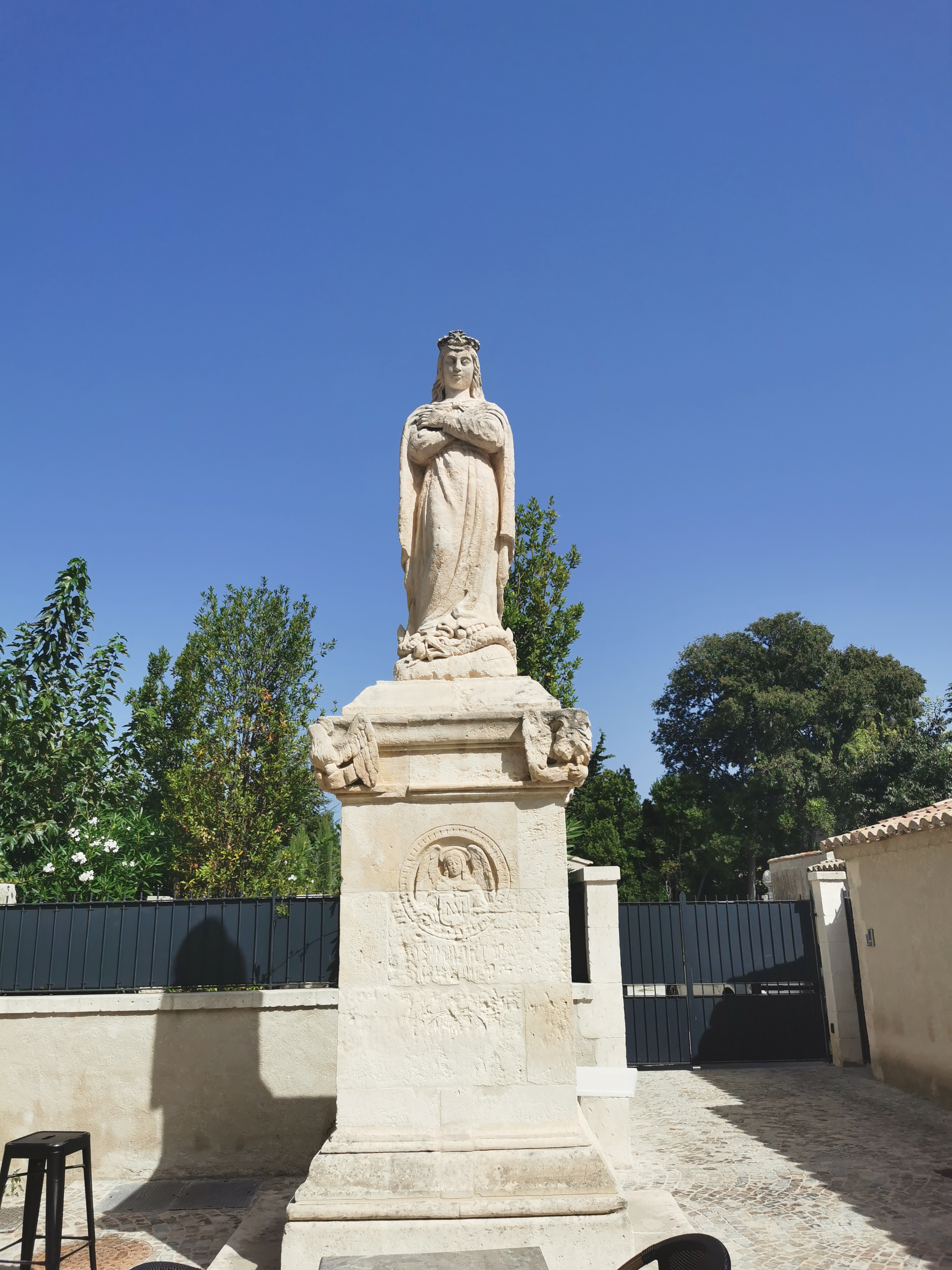
Statue de Sainte Marthe située impasse Jean Sellon en face de la Mairie de Paradou.

- Le tombeau de Charloun Rieu, sculpté par C. Férigoule[43].
- La Petite Provence, musée contenant l'une des plus vastes collections de santons du monde (plus de 400) réalisés par les meilleurs santonniers. Daudet, Mistral, Giono, Pagnol en sont les sources d'inspiration[20],[44].
- L'église Saint-Martin, avec en particulier la croix du cimetière, classée aux monuments historiques[45]. Cette église est en mauvais état au XVIIe siècle et le bâtiment est restauré à partir de 1630, même s'il demeure trop petit pour accueillir les paroissiens de Paradou et de Maussane-les-Alpilles. C'est pour l'agrandir qu'est construite une chapelle latérale. L'église actuelle a été largement remaniée à la fin du XIXe siècle. Le clocher date de 1772[46].
- Les tours de Castillon, vestiges du castrum du XIIIe siècle de Saint-Martin-du-Castillon sur le rocher de la Pène.
- Les Lions de l'Arcoule, aujourd'hui exposés au musée de l'Arles et de la Provence antiques.
- Le château d'Escanin.
- Le bistrot du Paradou, lieux de villégiature de nombreuses célébrités[47],[48],[49].
- La réserve naturelle régionale de L'Ilon.

### Personnalités liées à la commune
- Charloun Rieu (1846-1924), poète provençal,
- Ladislas Mandel (1921-2006), créateur de caractères typographiques,
- Hubert Nyssen (1925-2011), éditeur (fondateur des éditions Actes Sud),
- Pierre Alechinsky (né en 1927), peintre et sculpteur.
- Jamy Gourmaud (né en 1964), journaliste, animateur de télévision, écrivain, vulgarisateur scientifique.

### Héraldique
Les armes de Paradou sont relativement récentes. Le village n'en possédait pas sous l'Ancien Régime. Il faut attendre la seconde partie du XXe siècle pour que soient créées ces armes. Les deux tours évoquent l'oppidum des tours de Castillon et l'étoile qui les surmonte est celle des seigneurs des Baux.
| Armes de Paradou | Blasonnement : De gueules aux deux tours d'or, maçonnées de sable, rangées en fasce en pointe, surmontées d'une étoile de seize rais d'argent. |